# Anita Delgado
Ana Maria Delgado Briones, coneguda també com a Princesa de Kapurthala o simplement com a Anita Delgado   (Màlaga, 8 de febrer de 1890 - Madrid, 7 de juliol de 1962), va ser una ballarina espanyola de cuplets que va esdevenir  rani (sinònim de reina) de la ciutat del Panjab indi de Kapurthala.

## Biografia

### Infància
Anita Delgado va néixer a Màlaga, al carrer Penya, essent filla d'Ángel Delgado de los Cobos i Candelaria Briones, propietaris d'un petit cafè anomenat La Castanya, en el qual Ana aviat va revelar llurs inquietuds artístiques. Juntament amb la seva germana Victoria, va començar a anar a classes de declamació. L'interès d'Anita per aquestes classes va fer que el seu pare li renovés la matrícula, tot i la mala situació econòmica de la família. Finalment, la situació es va fer insostenible i decidiren d'emigrar a Madrid.

### Joventut i noces
A Madrid va continuar els seus estudis i -juntament amb la seva germana, i malgrat la contrarietat del seu pare- va debutar com telonera al cafè-teatre Central Kursaal (a la Plaça del Carme). Ambdues germanes van formar el duet Les Germanes Camelies. A aquest local hi anaven molts intel·lectuals i artistes, entre ells els pintors Julio Romero de Torres i Ricardo Baroja, que van demanar a les dues germanes posar per a ells. Anita, que en aquells dies tenia 16 anys, no va acceptar, cosa que si va fer la seva germana Victòria, que en aquella època era amant del pintor Leandro Oroz.
En aquelles dates s'anàven a celebrar les noces del rei Alfons XIII d'Espanya amb la princesa Victòria Eugènia de Battenberg, per la qual cosa a Madrid s'hi van trobar personatges de la reialesa de tot el món. Un d'aquests personatges, el Maharajà de Kapurthala, Jagatjit Singh, va assistir a l'espectacle i es va enamorar de la jove malaguenya, desitjant conèixer-la.
Anita no va accedir a llurs peticions i el maharajà va abandonar Madrid a causa de l'atemptat portat a terme contra els reis d'Espanya al Carrer Major. Des de França va insistir i va demanar a Anita que es casi amb ell. Al principi, ella no ho va acceptar, però en una de les cartes que va enviar al príncep li va comunicar que es casaria amb ell. Aquesta carta va arribar a les mans de Julio Romero de Torres i de Ramón María del Valle-Inclán abans de ser enviada a França, que, observant el llenguatge senzill i les faltes d'ortografia, van redactar una nova carta que va convertir l'acceptació de matrimoni d'Anita en una poètica declaració d'amor al maharajà. La carta va ser traduïda al francès per Juan Jesus Inciarte, un estudiant basc d'Enginyeria de Mines i membre de la tertúlia de Ricardo Baroja i Valle-Inclán. Finalment, va viatjar a París on es va casar per la via civil amb el maharajà. Posteriorment, va viatjar a l'Índia, on es va casar el 28 de gener de 1908 a l'edat de 18 anys, pel rite Sikh. La cerimònia de Kapurthala és recordada pel seu esplendorː la núvia va acudir a sobre d'un elefant luxosament adornat.

### Període a l'Índia
Va viure durant anys a l'Índia, on va tenir un fill, el Maharajkumar (príncep) Ajit Singh Sahib Bahadur, al qual va ensenyar el castellà. L'any 1914, a conseqüència de l'esclat de la Primera Guerra Mundial, el seu marit va viatjar a Europa per posar-se al servei de l'exèrcit britànic. Anita el va acompanyar, fent importants donatius als hospitals franc-britànics.
El seu fill Ajit (1908 - 1982) va obtenir el grau militar de tinent coronel. A partir d'aquell moment, Ana viu a cavall entre París, Madrid i Màlaga. Finalment, s'instal·la a Madrid, on va morir a l'any 1962, a causa d'un infart miocardíac.
La mort del seu marit, a l'any 1949, la va afectar profundament. Va escriure un llibre de les seves impressions a l'Índia titulat Impressions dels meus viatges a les Índies.
La seva biògrafa oficial, Elisa Vázquez de Gey, va escriure tres llibres sobre Anita Delgado, la princesa de Kapurthala.
Així mateix, l'escriptor Javier Moro, va escriure la seva novel·la Passió Índia (2005) basada en la vida d'Anita Delgado.